# España 2000

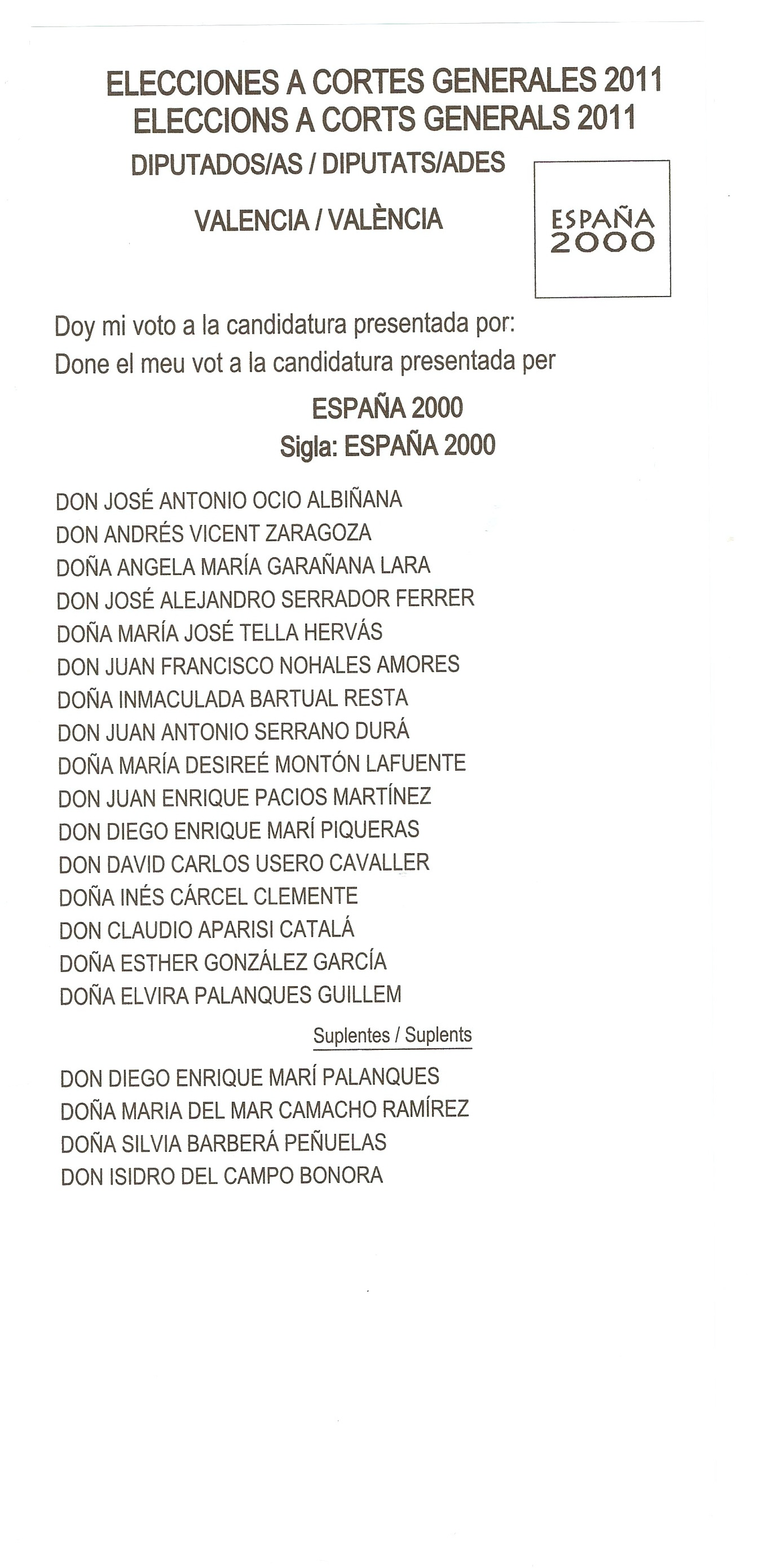
Papereta electoral d'España 2000.

España 2000 és un partit polític espanyol d'ideologia ultradretana i xenòfoba, amb especial implantació al sud de Catalunya, País Valencià, Granada i Comunitat de Madrid. S'ha manifestat en repetides ocasions en contra de la unitat de la llengua catalana.
S'autodefineix com a social, populista i democràtic. Advoca per un conservadorisme amb matisos, centrant-se en la defensa del model de família i matrimoni tradicional. Alguns dels seus punts bàsics són la lluita contra moviments independentistes, okupes o antifeixistes, la defensa de la unitat d'Espanya, l'enduriment del control de fronteres per a impedir la immigració il·legal així com l'expulsió dels immigrants il·legals que es trobin en el país, el foment de la inversió en despeses policials i militars, l'enduriment de les penes per a delictes de terrorisme, i la discriminació cap a residents estrangers a l'hora d'accedir a una feina o a ajudes socials, atorgant prioritat als ciutadans espanyols.
Els seus líder històric, l'empresari José Luis Roberto tenia com a finalitat última constituir un "Front Espanyol" de caràcter ultradretà amb suport del Front Nacional de Jean-Marie Le Pen, al costat dels partits Movimiento Social Republicano, Vertice Social Español, Partido Nacional de los Trabajadores i Democracia Nacional, però ha mostrat discrepàncies amb Alianza Nacional i La Falange. La discussió amb Alianza Nacional prové perquè España 2000 defèn "la concessió de permisos de residència a estrangeres per a exercir la prostitució". El 2014 les investigacions fetes per la Guàrdia Civil conclogueren que el partit tenia relacions amb el Frente Antisistema, igual que Alianza Nacional.
En les eleccions municipals espanyoles de 2015 va obtenir representació a l'ajuntaments de Silla, amb un regidor i diversos municipis de la Comunitat de Madrid i fou escollit com a nou President Rafael Ripoll Candela, regidor a Alcalá de Henares, consolidant-se el canvi en el partit, amb una progressiva implantació a Madrid i perdent València com a referent.